# Achuzat Barak
Achuzat Barak (hebrejsky אֲחֻזַּת בָּרָק, anglicky Ahuzat Barak, v oficiálním seznamu sídel Ahuzzat Baraq) je vesnice typu společná osada (jišuv kehilati) v Izraeli, v Severním distriktu, v Oblastní radě Jizre'elské údolí.

## Geografie
Leží v nadmořské výšce 164 metrů v Galileji, na okraji Jizre'elského údolí respektive jeho podčásti nazývané údolí Bik'at Ksulot), nedaleko severního úpatí masivu Giv'at ha-More, v oblasti s intenzivním zemědělstvím. Z Giv'at ha-More sem stéká vádí Nachal Adašim, jižně od vesnice je to vádí Nachal Tevet.
Vesnice se nachází cca 5 kilometrů severovýchodně od centra města Afula, ale jen 1 kilometr od okraje předměstí Afuly - Afula ha-Ce'jra, a je tedy součástí aglomerace Afuly. Obec leží cca 82 kilometrů severovýchodně od centra Tel Avivu a cca 38 kilometrů jihovýchodně od centra Haify. Achuzat Barak obývají Židé, přičemž osídlení v tomto regionu je ryze židovské. Pouze na svazích Giv'at ha-More východně odtud leží několik vesnic, které obývají izraelští Arabové (ad-Dachi nebo Nejn)
Achuzat Barak je na dopravní síť napojen pomocí dálnice číslo 65.

## Dějiny
Achuzat Barak byl založen v roce 1998. Pojmenován je podle biblického Baraka. Leží na místě, kde se ve 30. letech 20. století rozkládal dočasně kibuc Machane Jisra'el (מחנה ישראל). Nynější osada byla založena jako plánovité rezidenční sídlo využívající blízkosti Afuly. Výstavba zde začala roku 1996 a o dva roky později se sem stěhovaly první rodiny. Šlo o ryze soukromou investici. Územní plán počítá s výhledovou kapacitou 700 rodin. V letech 2002-2003 obec přijala desítky židovských přistěhovalců z Argentiny.
V obci fungují zařízení předškolní péče o děti. Základní škola je v kibucu Ginegar. Je tu k dispozici obchod, synagoga, společenské centrum, knihovna a sportovní areály.

## Demografie
Obyvatelstvo Achuzat Barak je sekulární. Podle údajů z roku 2014 tvořili naprostou většinu obyvatel v Achuzat Barak Židé - cca 2000 osob (včetně statistické kategorie "ostatní", která zahrnuje nearabské obyvatele židovského původu ale bez formální příslušnosti k židovskému náboženství, cca 2100 osob).
Jde o menší sídlo vesnického typu s rychle rostoucí populací. K 31. prosinci 2014 zde žilo 2098 lidí. Během roku 2014 populace stoupla o 3,5 %.
| Rok            | 2001 | 2003  | 2004  | 2005  | 2006  | 2007  | 2008  | 2009  | 2010  | 2011  | 2012  | 2013  | 2014  |
| -------------- | ---- | ----- | ----- | ----- | ----- | ----- | ----- | ----- | ----- | ----- | ----- | ----- | ----- |
| Počet obyvatel | 904  | 1 093 | 1 150 | 1 188 | 1 282 | 1 380 | 1 496 | 1 299 | 1 425 | 1 643 | 1 894 | 2 028 | 2 098 |